# 栃木市立吹上小学校
栃木市立吹上小学校（とちぎしりつ ふきあげしょうがっこう）は、栃木県栃木市吹上町にある公立小学校。

## 通学区域
吹上地区の南部に相当する地区が吹上小学校の学区となっている。
- 栃木市
  - 吹上町の一部[1]
  - 細堀町
  - 木野地町
  - 川原田町
  - 野中町の一部

## 周辺
- 栃木市総合運動公園

## 交通
- 東武鉄道日光線 合戦場駅より約2.4km

## 出身者
- 大川秀子 - 栃木市長